# Euplectrophelinus saintpierrei
Euplectrophelinus saintpierrei är en stekelart som beskrevs av Girault 1913. Euplectrophelinus saintpierrei ingår i släktet Euplectrophelinus och familjen finglanssteklar.
Artens utbredningsområde är Taiwan. Inga underarter finns listade i Catalogue of Life.